# 小行星2756
小行星2756（2756 Dzhangar）是一颗绕太阳运转的小行星，为主小行星带小行星。该小行星于1974年9月发现。
該小行星以江格爾史詩命名。

## 轨道参数
小行星2756的轨道半长轴为381 896 920 km（2.5527869 UA），离心率为0.115。